# Cabo Ruivo
Cabo Ruivo – stacja metra w Lizbonie, na linii Vermelha. Stacja została otwarta w 1998, mająca na celu rozbudowę sieci do strefy Expo ’98.
Stacja znajduje się na Avenida de Pádua, w pobliżu skrzyżowania z Rua Dr. Costa Sacadura i Av. Infante D. Henrique, obsługujących obszar Cabo Ruivo. projekt architektoniczny jest dziełem architektów João Santa-Rita, José Santa Rita, Duarte Nuno Simões i Nuno Simões, a instalacje artystyczne Davida de Almeida. Podobnie jak najnowsze stacje metra w Lizbonie, jest przystosowana do obsługi pasażerów niepełnosprawnych.
Początkowo stację planowano nazwać Olivais Velho.